# Insinger n.º 275
Insinger n.º 275 es un municipio rural canadiense situado en la provincia de Saskatchewan.

## Superficie
Insinger n.º 275 tiene una superficie de 808,55 km².

## Demografía
En 2021, tenía 305 habitantes, una densidad poblacional de 0,4 hab./km², y 158 viviendas.